# ليلي خانة
ليلي خانة هي قرية في مقاطعة ورزقان، إيران. عدد سكان هذه القرية هو 125 في سنة 2006.